# Wengen (Nennslingen)
Wengen ist ein Gemeindeteil des Marktes Nennslingen im Landkreis Weißenburg-Gunzenhausen (Mittelfranken, Bayern). Die Gemarkung Wengen hat eine Fläche von 4,720 km². Sie ist in 416 Flurstücke aufgeteilt, die eine durchschnittliche Flurstücksfläche von 11347,21 m² haben.

## Geographische Lage
Das Kirchdorf liegt knapp drei Kilometer nordöstlich von Nennslingen auf einer Höhe von 559 m ü. NHN. Durch Wengen führen die Kreisstraße WUG 32 und die Staatsstraße 2227. Westlich des Ortes entspringt der Bartalbrunnen, ein kleiner Nebenfluss der Anlauter.

## Geschichte
Der Ortsname kommt vom Wort „Weng“, was waldfreies Grasland bedeutet. Wengen gehörte im Mittelalter den Grafen von Hirschberg und wurde 1239 erstmals urkundlich erwähnt. Seit 1336 gehörte das Dorf zur Pfarrei St. Margareta in Bechthal und unterstand damit dem Heilig-Geist-Spital in Nürnberg. Bereits 1528 wurde in Wengen die Reformation durchgeführt, doch im Zuge der Gegenreformation kam es 1628 zur Wiedereinführung der katholischen Lehre. Im Staatsvertrag von 1649 wurde Wengen der nürnberg-evangelischen Pfarrei zugeschlagen. Seit 1810 gehört die Kirchengemeinde Wengen zur evangelischen Pfarrei Nennslingen. Zu Beginn des 19. Jahrhunderts wurde Wengen als Dorf mit 35 Häusern und 154 Bewohnern beschrieben. Im Jahr 1816 ereignete sich im Ort eine schwere Brandkatastrophe. 27 Gebäude und die Kirche brannten nieder. Bis zur Gemeindegebietsreform in Bayern in den 1970er Jahren war Wengen eine selbstständige Gemeinde im ebenfalls aufgelösten Landkreis Hilpoltstein.

## Baudenkmäler

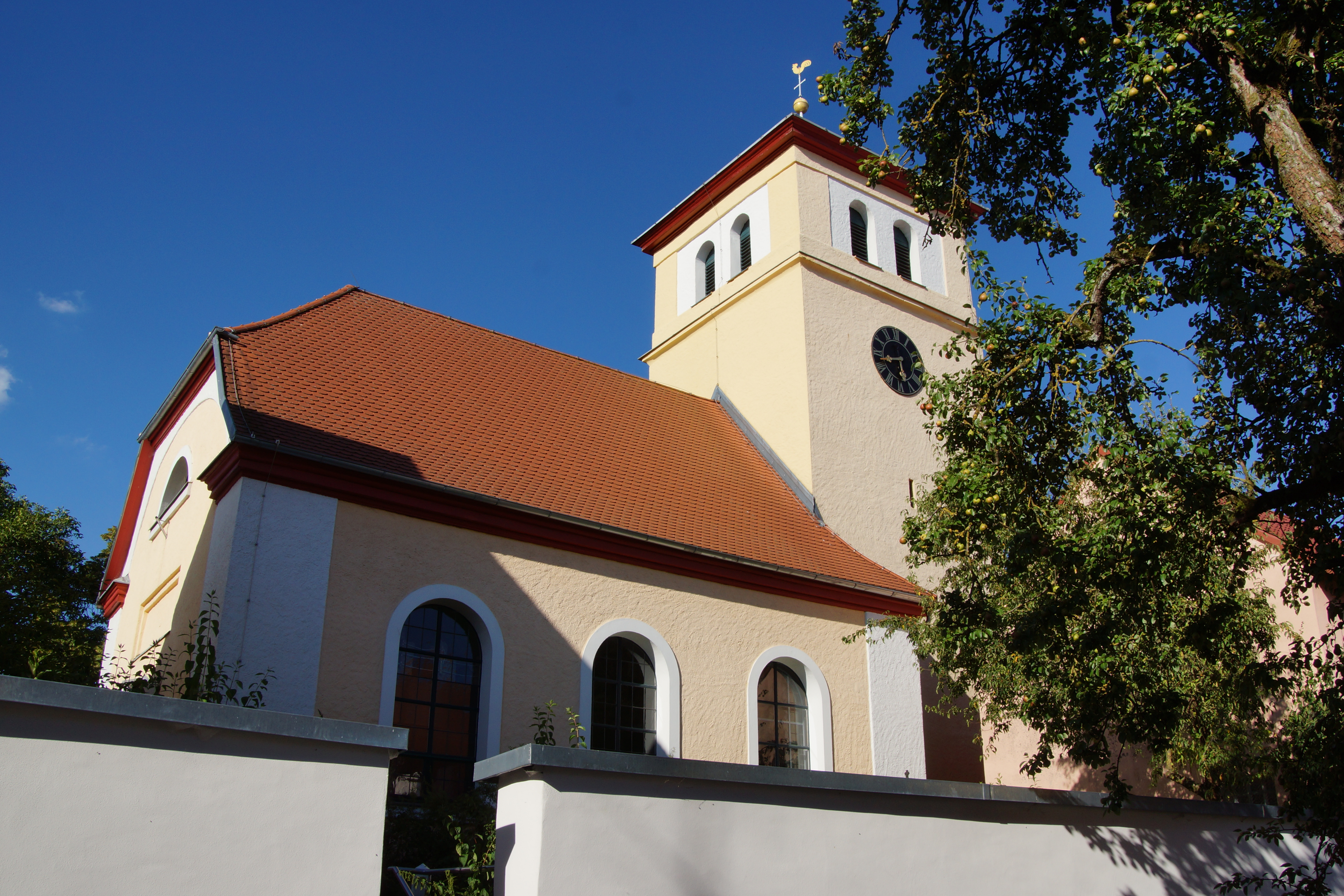
Die evangelische Kirche in Wengen

Der evangelisch-lutherische Kirchenbau von 1816 gehört zu den wenigen klassizistischen Gebäuden im Landkreis Weißenburg-Gunzenhausen.

## Sonstiges
Wengen ist landwirtschaftlich orientiert. Im Ort befindet sich ein Wohnpflegeheim der AWO, eine Langzeiteinrichtung für psychisch Kranke und für betreutes Wohnen.